# Ononis megalostachys
Ononis megalostachys är en ärtväxtart som beskrevs av Giles Munby. Ononis megalostachys ingår i släktet puktörnen, och familjen ärtväxter. Inga underarter finns listade i Catalogue of Life.